# Азитромицин
Азитромицин е полусинтетичен антибиотик, първият представител на подклас азалиди, някои от които се отличават по структурата си от класическите макролиди.
Получен е от модификация на 14-членен макролид чрез включване на атом азот в лактонния пръстен между 9-ия и 10-ия въглеродни атоми, като пръстенът се превръща в 15-членен. Дадената структурна промяна обуславя значителното повишаване на киселинната устойчивост на препарата – до 300 пъти в сравнение с еритромицина.

## Механизъм на действие
Азитромицин влияе пряко върху процесите на изграждане на белтъците на различни бактерии, като активно потиска транслацията на РНК от бактериалната рибозома. Антибиотикът ефективно се пренася от фагоцитите в кръвта до мястото на инфекция.